# Hibana melloleitaoi
Hibana melloleitaoi är en spindelart som först beskrevs av Lodovico di Caporiacco 1947.  Hibana melloleitaoi ingår i släktet Hibana och familjen spökspindlar. Inga underarter finns listade i Catalogue of Life.